# 2252 CERGA
2252 CERGA — астероїд головного поясу, відкритий 1 листопада 1978 року.
Тіссеранів параметр щодо Юпітера — 3,400.